# Novosavîțke, Rozdilna
Novosavîțke (în ucraineană Новосавицьке) este un sat în comuna Velîkoploske din raionul Rozdilna, regiunea Odesa, Ucraina.

## Demografie
Componența lingvistică a comunei Novosavîțke
     Ucraineană (91,07%)
     Rusă (4,87%)
     Română (3,08%)
     Alte limbi (0,64%)
Conform recensământului din 2001, majoritatea populației comunei Novosavîțke era vorbitoare de ucraineană (91,07%), existând în minoritate și vorbitori de rusă (4,87%) și română (3,08%).